# 에어트레인 뉴어크
에어트레인 뉴어크(AirTrain Newark)는 뉴어크 리버티 국제공항(WER)의 터미널과 노스이스트 코리더(NEC)의 뉴어크 리버티 국제공항역을 연결하는 3 마일 (4.8 km)의 모노레일 시스템으로 암트랙 및 뉴저지 트랜싯의 노스이스트 코리더 선 및 노스 저지 코스트 선까지 이동이 가능하다.

## 역사
이 모노레일은 1996년에 개통되었고, 처음에는 공항 순환기 역할만 했는데, 이 서비스는 승객들이 공항 터미널이나 콩코스 사이를 이동할 수 있게 해주는 서비스였다. 모노레일 선로는 1997년에 착공하여 NEC로 연장되었다. 이 시스템은 2000년 10월 21일 다시 서비스를 시작했다. 1996년에 처음 개통되었을 때, 봄바디어 6량의 열차 12대가 운행되었고, 나중에 6량 열차 18대로 확장되었다.
시스템 구축 계약은 Von Roll AG에게 부여되었지만, 이 프로젝트는 ADtranz에 의해 완료되었다. Adtranz는 시스템이 구축되는 동안 Von Roll의 모노레일 사업부를 인수했다. Adtranz는 나중에 봄바디어 트랜스포테이션에 인수되었으며, 뉴욕 뉴저지 항만공사(약칭 PANYNJ)의 계약하에 계속 운영하였다.
에어트레인이 2014년 5월 1일부터 75일간 전면 수리로 인해 7월 중순까지 운행이 일시 중단되었다. 수리가 일찍 완료되었고,  7월 3일에 운행이 재개되었다.
이 시스템의 예상 수명은 25년이다. 2015년 4월 PANYNJ는 시스템 교체를 위한 초기 작업으로 자문 및 엔지니어링 연구에 4,000만 달러의 비용이 소요될 것이라고 제안했다.

## 요금
열차는 암트랙/뉴저지 트랜싯 역 착발을 제외하고는 무료이다. 이 경우 요금은 열차표 요금에 포함되어 있다. 뉴저지 트랜싯 월정기권 소지자는 EWR을 출발 또는 도착지로 설정하지 않는한 에어트레인을 타기 위해서 추가로 $ 5.50를 지불해야 한다.

## 역

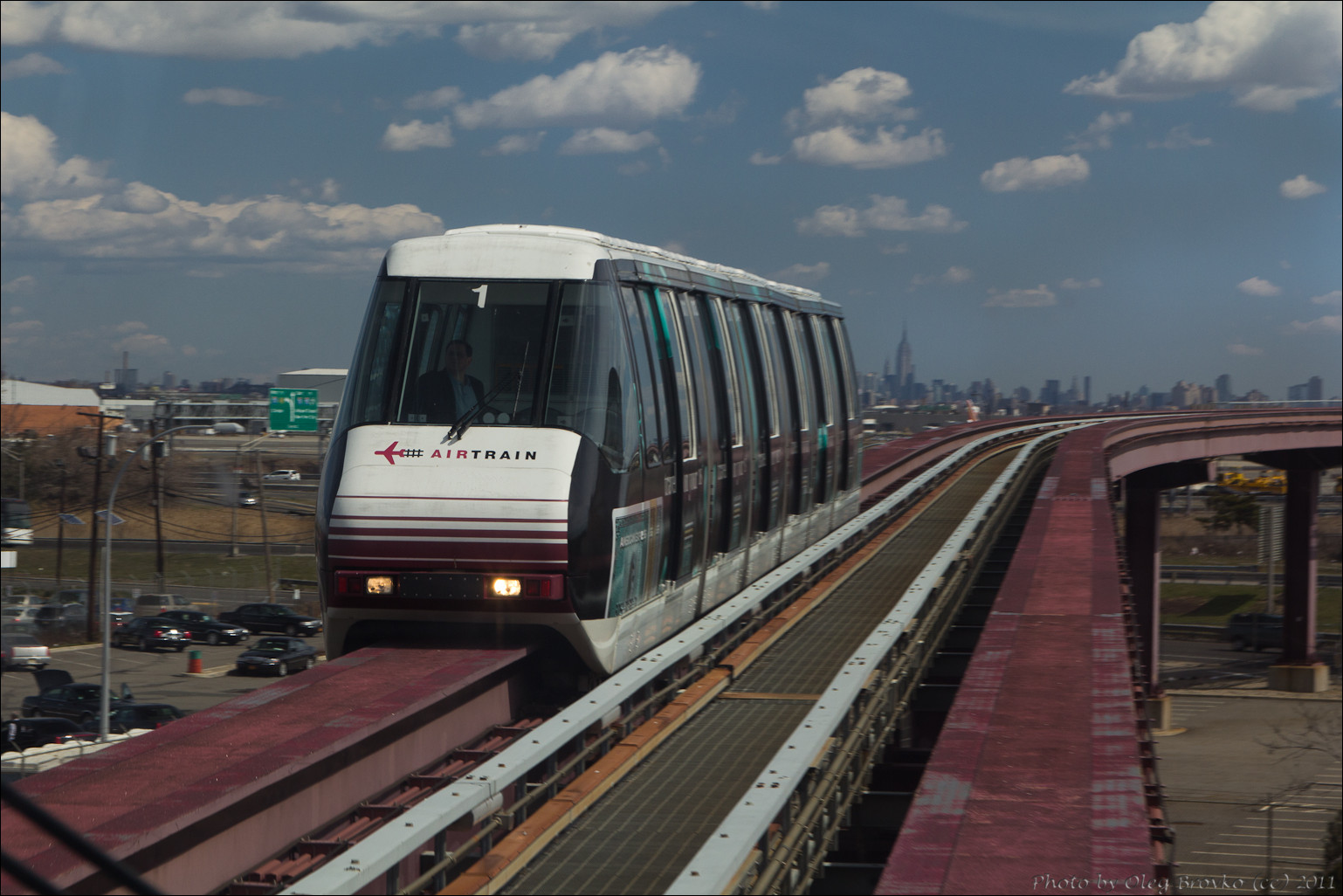
2011년 봄바디어 산 철도차량

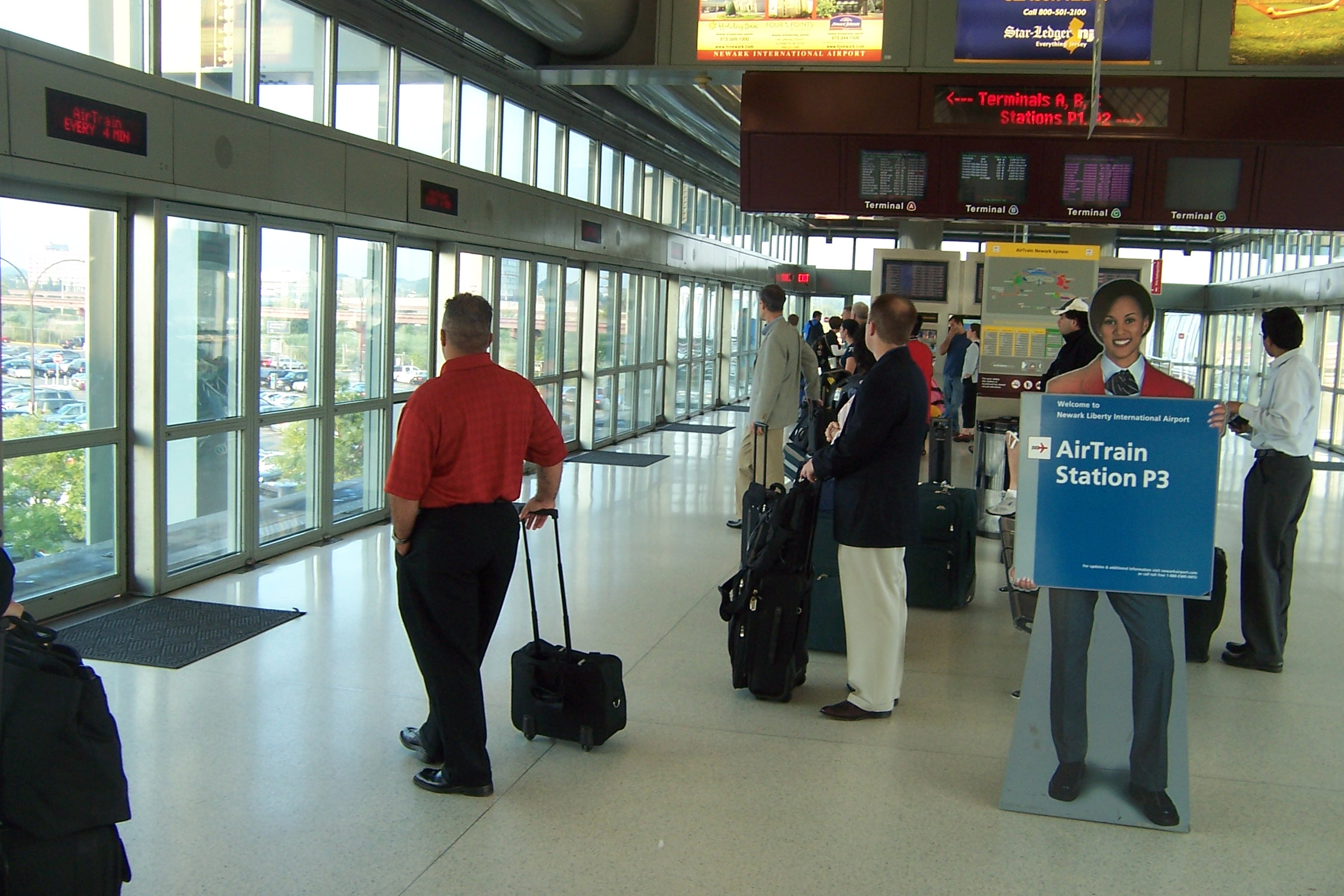
2008년, P3 역의 승강장

에어트레인은 공항 내 각 주요 터미널 (A,B,C)에 대해 3개의 역을 보유하고 있다. 이 역은 터미널 건물 위에 있다. 주차장과 렌터카 시설을 위한 4개의 다른 역 (P1, P2, P3, P4)와 노스이스트 코리더까지 합쳐 총 8개의 역이 있다. 트래픽 리포터 Bernie Wagenblast가 녹음한 안내 방송은 각 터미널에서 항공사를 찾는 여행객에게 알려준다. 2007년 평균 일일 승객 수는 4,930명이다.
각 역은 아래와 같다.:
- Newark Liberty International Airport (뉴어크 리버티 국제공항)
- P4 (주차 / 호텔셔틀)
- Terminal C (터미널 C)
- Terminal B (터미널 B)
- Terminal A (터미널 A)
- P3 (주차 D / 렌탈카)
- P2 (주차 D / 렌탈카)
- P1

## 같이 보기

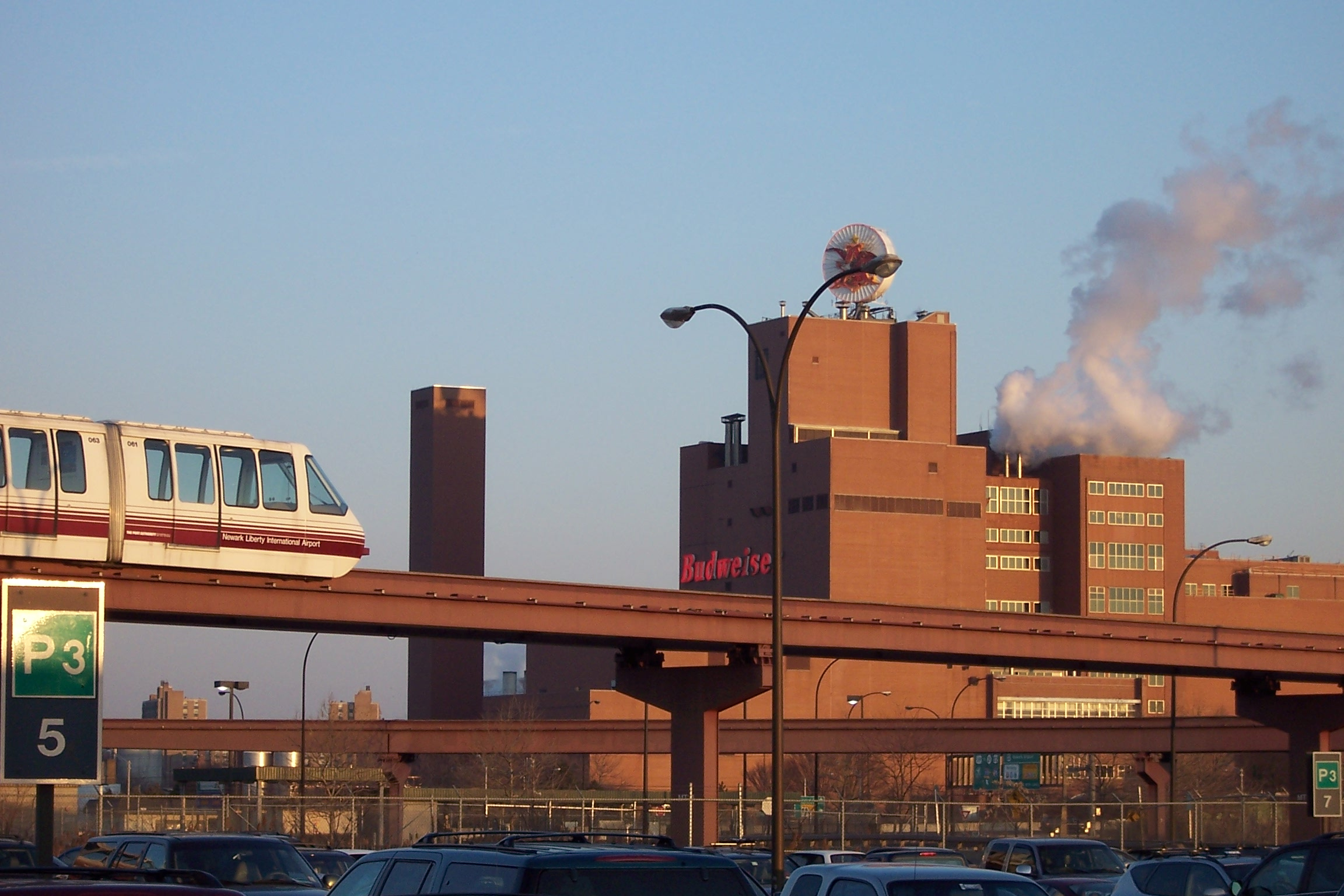
버드와이저 공장을 배경으로 하여 찍힌 P3 주차장 행 에어트레인, 2005년 촬영

- 공항철도
- 공항철도 목록
- 에어트레인 JFK
- 에어트레인 라과디아